# 松山村 (島根県)
松山村（まつやまむら）は、島根県那賀郡にあった村。現在の江津市の一部にあたる。

## 地理
江川の右岸、都治川の南に位置した。

## 歴史
- 1889年（明治22年）4月1日、町村制の施行により、那賀郡畑田村、上津井村、市村、長良村が合併して村制施行し、松山村が発足[1][2]。
- 1934年（昭和9年）4月1日 - 那賀郡下松山村と合併して松川村が新設され廃止[1][2]。

### 地名の由来
中世の松山の故地にちなむ。